# يالمار برانتينغ
كارل يالمار برانتينغ (Karl Hjalmar Branting)  هو سياسي سويدي ولد في 23 نوفمبر 1860 وتوفي في 24 فبراير 1925.
درس علم الفلك وعين مساعدا في مرصد ستكهولم ولكنه ترك مسيرته العلمية ليكرسها للصحافة سنة 1884. أطلق سنة 1886 جريدة (Social-Demokraten) وأنشأ سنة 1889 مع أوغست بالم حزب العمال الديمقراطي الاجتماعي السويدي. في سنة 1897 أصبح أول ممثل عن الحزب يتم انتخابه في البرلمان ومن ثم قام بين 1907 و 1925 بترأس الحزب. عمل في منصب رئيس وزراء السويد ثلاث مرات مصبحا : من 10 مارس إلى 27 أكتوبر 1920 ومن ثم بين 13 أكتوبر 1921 إلى 19 أفريل 1923 ومن ثم بين 18 أكتوبر 1923 إلى تاريخ وفاته في 24 جانفي 1925. قام بإدخال السويد إلى عصبة الأمم وكان نشطا داخلها. في سنة 1917 دعم ثورة فيفري الروسية.

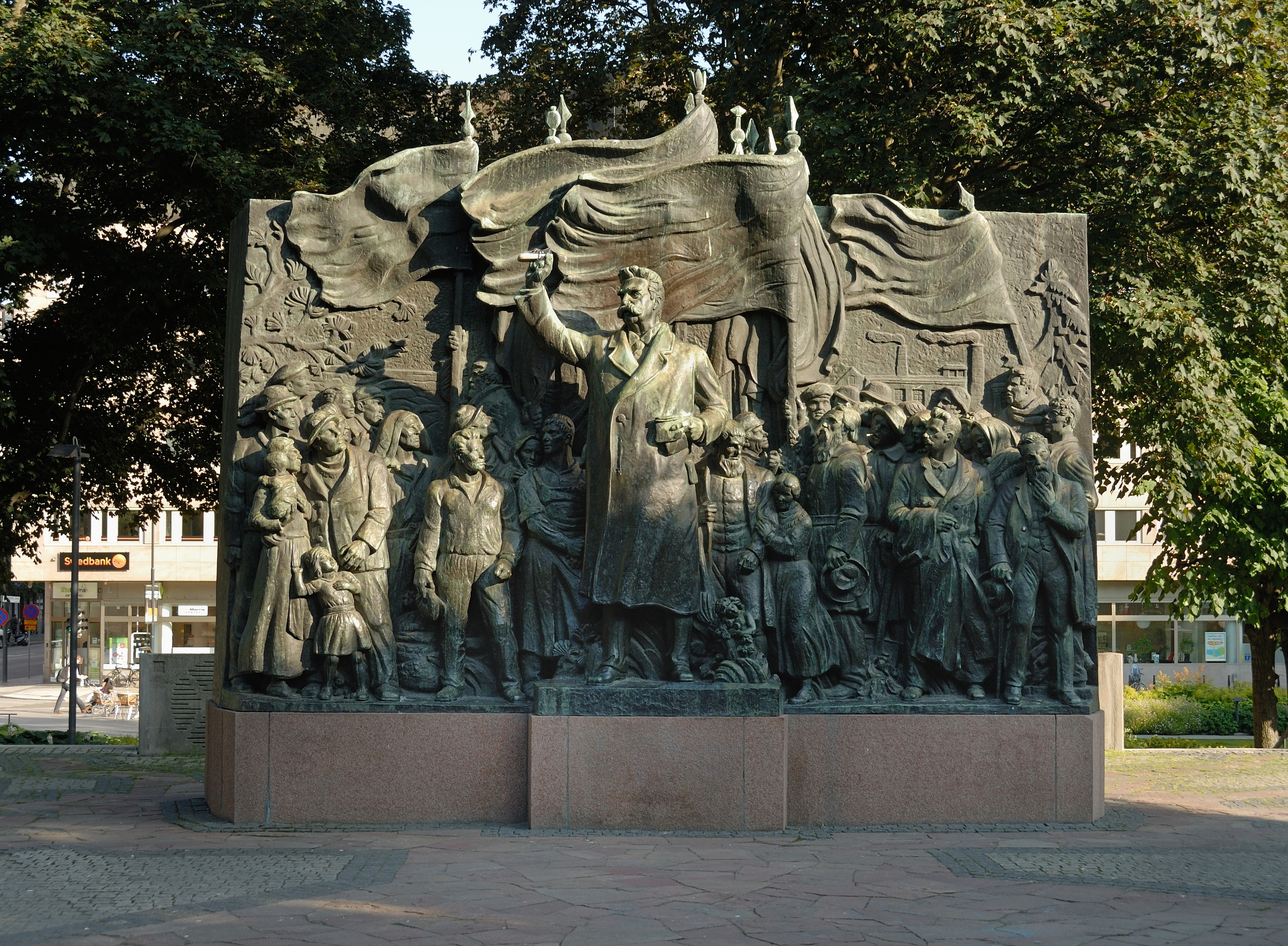
نصب تذكاري ليالمار في ستوكهولم

تحصل سنة 1921 على جائزة نوبل للسلام مع كريستيان لويس لانج.

## روابط خارجية
- يالمار برانتينغ على موقع الموسوعة البريطانية (الإنجليزية)
- يالمار برانتينغ على موقع إن إن دي بي (الإنجليزية)
- يالمار برانتينغ على موقع ديسكوغز (الإنجليزية)